# NOS (azienda)
NOS è una società di telecomunicazioni portoghese, operante soprattutto nel settore della telefonia mobile.

## Storia
Nata come gruppo della Portugal Telecom sotto il nome di PT Multimédia, fu fondata nel 1996 e oltre alla telefonia si occupava già del servizio di TV via cavo per gli spettatori abbonati al satellite.
Nel 1999, PT Multimédia entra in borsa col 58% del capitale ancora detenuto da Portugal Telecom. Nel 2007, dopo un tentativo di OPA di Sonae, avviene la scissione da PT e le due aziende sono ora concorrenti.
Nel 2008 la società cambia nome da PT Multimédia a ZON Multimédia. Nel 2014 avviene il cambio di denominazione attuale in NOS, in seguito alla fusione con l'operatore telefonico Optimus.